# Hipatia Cárdenas
Hipatia Cárdenas, conocida también por su seudónimo Aspacia (Quito, 23 de marzo de 1889 - ibídem, 9 de febrero de 1972) fue una escritora, poetisa, política, sufragista y feminista ecuatoriana.
Fue junto a Zoila Ugarte de Landívar (1864-1969), una de las defensoras pioneras del sufragio femenino en Ecuador. En 1929, se transformó en la primera mujer consejera de Estado, mientras que en 1932, sería la primera mujer en presentarse como candidata a la presidencia.
Luchó por el respeto al derecho a voto femenino en su país tras su aprobación en 1929 y la aparición de grupos que estaban en contra. En 1943 publicó Oro, rojo y azul, mientras que colaboró en El Día, El Comercio y en la revista América.

## Biografía

### Primeros años
Hipatia, recibió su nombre en referencia a la mitología griega donde significa la belleza al servicio de la justicia. Esto debido a que a sus padres les gustaba mucho la filosofía. De niña recibió una educación temprana en el hogar y luego en el Colegio de la Providencia. Se casó con José Rafael Bustamante Ceballos, quien apoyó sus inclinaciones literarias, políticas y periodísticas. En 1923, destacó intelectualmente en Chile, y sus composiciones poéticas, como "Mis Hijos" y "Oración Maternal", le ganaron reconocimiento como escritora.

### Inicios en el periodismo

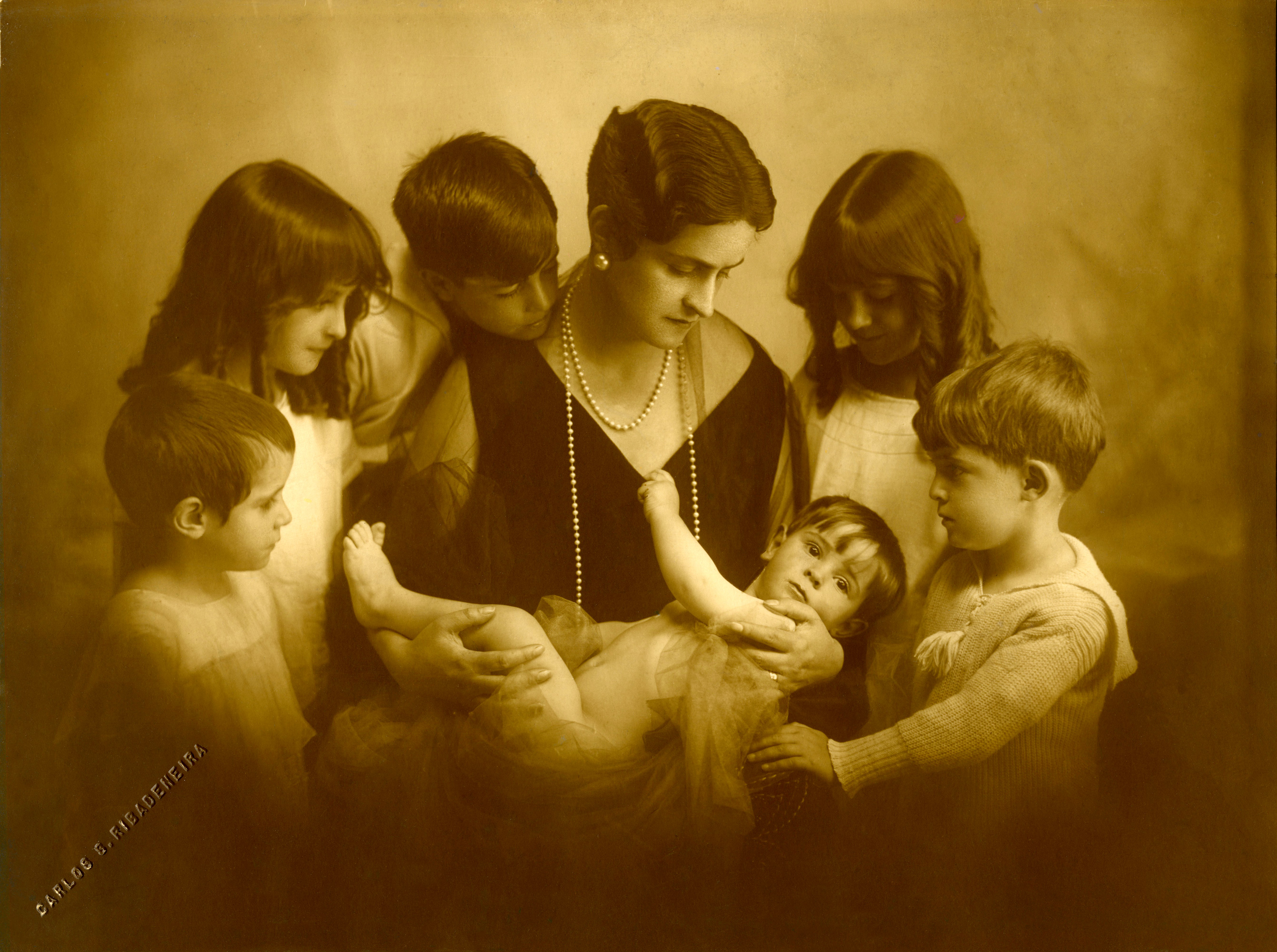
Retrato de Hipatia Cárdenas de Bustamante con sus hijos

Con esta motivación, en 1927, bajo el seudónimo de "Aspacia", comenzó a colaborar en la prensa quiteña, convirtiéndose en una figura clave del feminismo ecuatoriano. Defendió la capacidad intelectual de la mujer, lo que llevó a la concesión del voto femenino en 1929. En 1931, fundó el "Grupo América", promoviendo la cultura y el pensamiento crítico a través de su revista.
Aspacia, destacada figura pública ecuatoriana, se manifestó en contra de la violencia política en editoriales como "La Mujer y la Paz" y "Degüello, Matanza", abogando por el diálogo y la palabra como herramientas de cambio. Su labor no se limitó a la escritura; presidió la primera Asamblea Nacional de Periodistas y fue una activa defensora de los derechos de la mujer, especialmente del sufragio femenino, a pesar de la oposición legislativa.
Su influencia se extendió al ámbito intelectual a través del Grupo América, donde promovió la cultura y el pensamiento crítico. Este espacio se convirtió en un importante centro de debate y reflexión, atrayendo a destacadas personalidades de la época. Aspacia también exploró la relación entre la mujer y la política, así como la situación de las tiranías en América, dejando un legado de artículos y ensayos que reflejan su compromiso con la justicia y la igualdad.

### Activismo político
En 1939, publicó "Qué debe hacer el Ecuador para librarse de las dictaduras", un libro que recopilaba las opiniones de 109 personalidades del país sobre la democracia y las dictaduras. Esta obra, fruto de una encuesta nacional, generó un intenso debate y consolidó a Aspacia como una voz influyente en la política ecuatoriana. Su valentía y determinación la convirtieron en un referente para la juventud y las mujeres que luchaban por sus derechos.
Hipatia Cárdenas de Bustamante fue una figura prominente en el Ecuador del siglo XX, destacando por su fuerte patriotismo y su defensa de los derechos de la mujer. En 1941, durante la invasión peruana, criticó abiertamente al Nuncio Apostólico por su apoyo al ejército peruano, mostrando su lealtad a su país. Su activismo no se limitó a la política exterior, sino que también se expresó en su lucha por la igualdad de género y en su participación en la Liga Internacional Americana Pro Paz y Justicia.
Su pensamiento quedó plasmado en su obra "Oro, rojo, azul", donde abordó temas políticos y sociales de la época. Además, su vida social en Quito la conectó con importantes figuras políticas, y en 1947, al ser su esposo vicepresidente, ella misma tuvo un papel relevante en la vida diplomática del país. Su legado fue reconocido por sus compañeros del "Grupo América", quienes elogiaron su labor.
Hipatia Cárdenas falleció en 1972, dejando tras de sí una vida de activismo y pensamiento crítico. Su defensa apasionada de la patria y su lucha por los derechos de la mujer la convierten en una figura importante en la historia del Ecuador.

## Obras

### Libros
- Encuesta: ¿Qué debe hacer el Ecuador para librarse de las dictaduras? (1939).
- Oro, rojo y azul (1943).

### Selección de artículos
- Dulces Memorias, relatos
- Rosario, ensayo literario
- Mis hijos, prosa lírica
- Silencio, Bésame las Manos, prosas líricas
- Sus ojos, prosa lírica
- Su partida, prosa lírica
- No me abandones, Y será Así, prosas líricas
- Frente al mar, prosa lírica
- Fe Quiteña, prosa lírica
- Sueño de amor, prosa lírica
- Recuerdos, prosa lírica
- Amor de Esclavos, prosa lírica
- Lágrimas y Rosas, Francia, Inglaterra, prosa lírica
- Ecuador y Perú, La guerra, México, acotaciones al margen de la invasión peruana
- Bronces: a la memoria de mi Padre, prosas líricas
- El centenario de Alejandro Cárdenas, estudio biográfico